# Rune Engelbreth Larsen
Rune Engelbreth Larsen (født 20. august 1967 i Glostrup) er en dansk forfatter og politisk skribent. Han var i 1996 medstifter af tidsskriftet Faklen, hvor han var redaktør indtil bladet lukkede i 2001. Han var i 2000 medstifter af Minoritetspartiet og formand for partiet 2000-2005. Medlem af bestyrelsen i den danske afdeling af ENAR (European Network Against Racism) i 2000-2010 og initiativtager til netværket Danmarks Løver  i 2009 samt Modstandsradioen Danmarks Løver i 2010. Rune Engelbreth Larsen har endvidere skrevet og redigeret hjemmesiden Humanisme.dk  siden 2001, været klummeskribent ved Politiken siden 2004 og har for Politiken.dk skrevet bloggen Engelbreth  siden 2007.

## Liv
Rune Engelbreth Larsen er søn af Tommi Larsen, opvokset i Bramming og blev student fra Ribe Katedralskole i 1986 og cand.mag. i idehistorie ved Aarhus Universitet i 1998.
I 1994 debuterede han med bogen Forsvar for Verden, en indføring i forfatteren Erwin Neutzsky-Wulffs forfatterskab. Har siden skrevet en række bøger om idéhistoriske og politiske emner, bl.a. Renæssancen og humanismens rødder i 2006 og Oplysning og tolerance – arv og aktualitet, i hvilke forfatteren forsøger at præcisere og reaktualisere humanismen som særegen verdensanskuelse. Endvidere udkom i 2006 bogen Karikaturkrisen – en undersøgelse af baggrund og ansvar, der omhandler krisen og forløbet efter Jyllands-Postens offentliggørelse af Muhammed-tegningerne og er skrevet i samarbejde med Politikens forhenværende chefredaktør Tøger Seidenfaden.
Efter et års rejser rundt til en lang række danske naturområder udgav han i 2009 bogen Danmark er en kvinde – på genopdagelse i den danske natur med rejsebeskrivelser, dansk naturpoesi og naturfotos fra danske landskaber. Bogen er tematisk og indholdsmæssigt forbundet med hjemmesiden Danarige.dk.
Rune Engelbreth Larsen har været redaktør af tidsskriftet Faklen i 1996-2001, og siden 2006 medredaktør af hjemmesiden Faklen.dk, et bredere forum for samfundskritiske essays og kommentarer.
I perioden 2001-2002 var han formand for Borgerlønsbevægelsen, i 2000-2005 formand for Minoritetspartiet, i 2000-2010 medlem af bestyrelsen i ENAR (European Network Against Racism), og i 2009 medstifter af netværket Danmarks Løver. Siden 2015 har han været medlem af Danmarks Naturfredningsforenings hovedbestyrelsen med biodiversitet, nationalparker og naturnationalparker som væsentligste interessefelter.
Privat er han gift og har tre børn.

## Politisk karriere
Rune Engelbreth Larsen oprettede Minoritetspartiet i år 2000. Partiet indgik valgsamarbejde med Retsforbundet og fik 0,3 % (8.850 stemmer) til folketingsvalget i 2005. Andre fremtrædende medlemmer var blandt andre Niels I. Meyer, imamen Abdul Wahid Pedersen, Bashy Quraishy og forfatteren Leyla Tamer. Partiet benævnte sig selv som et humanistisk parti og brugte sloganet "frihed til forskellighed" under valgkampen i år 2005. Partiet blev nedlagt i år 2007.